# Вамей (тропічний шторм)
Тропічний шторм Вамей (англ. Tropical Storm Vamei, міжнародне позначення: 0126, позначення JTWC: 32W), інколи відомий як тайфун Вамей (англ. Typhoon Vamei), раніше також як тропічний шторм 05B (Tropical Storm 05B) — тропічний циклон, відомий тим, що сформувався найближче до екватору. Вамей сформувався 26 грудня у Південнокитайському морі на 1,4° північної широти і став останнім тропічним циклоном тихоокеанського сезону тайфунів 2001 року. Він швидко підсилився і вийшов на сушу на південному заході Малайзії та практично розсіявся над островом Суматра 28 грудня, а його залишки пізніше знов реорганізувалися над Індійським океаном. Хоча офіційно цей тропічний циклон позначено як тропічний шторм, його інтенсивність суперечлива, а деякі агентства класифікували його як тайфун виходячи зі швидкості вітру 39 м/с і наявності ока.
Цей шторм викликав повені й зсуви у східній Малайзії, завдавши збитків на 3,6 млн доларів США (за цінами 2001 року) і п'ять жертв.
| Погода | Це незавершена стаття з метеорології. Ви можете допомогти проєкту, виправивши або дописавши її. |